# Zola angustata
Zola angustata är en fjärilsart som beskrevs av Zetterstedt 1840. Zola angustata ingår i släktet Zola och familjen mätare. Inga underarter finns listade i Catalogue of Life.